# Прострел красный
Простре́л кра́сный (лат. Pulsatílla rúbra) — многолетнее растение, вид рода Прострел (Pulsatilla) семейства Лютиковые (Ranunculaceae). По другой классификации, вместе со всем родом Прострел входит в одноимённую секцию рода Ветреница (Anemone).

## Описание
Многолетнее травянистое растение, гемикриптофит. Цветоносный стебель 20—30 см в высоту. Прикорневые листья покрытые мохнатым опушением, дважды и более раз перисторассечённые, сегменты узкие, очень многочисленные. Стеблевые листья сросшиеся в обёртку, со сравнительно немногочисленными линейными долями.
Цветок на прямостоячей цветоножке, доли околоцветника ланцетовидной формы, с внутренней стороны тёмно-фиолетово-красные, чёрно-красные или коричнево-красные.
Плод — многоорешек, орешки с длинными перистыми сохраняющимися пестиками.
Число хромосом — 2n = 32.

## Экология и распространение
Ацидофил. Эндемик Юго-Западной Европы — Центральной и Южной Франции, Центральной и Восточной Испании.

## Хозяйственное значение
Декоративное растение.

## Таксономия и систематика

### Синонимы
- Anemone pulsatilla subsp. rubra (Lam.) Rouy & Foucaud, 1893
- Anemone pulsatilla var. rubra (Lam.) DC., 1817
- Anemone pratensis subsp. rubra (Lam.) O.Bolòs & Vigo, 1974
- Anemone rubra Lam., 1783
- Pulsatilla vulgaris var. rubra (Lam.) P.Fourn., 1936